# Unión Nacional Reeleccionista

Local de la Lista 10 del Partido Colorado con propaganda de la Unión Nacional Reeleccionista y las candidaturas de Pacheco y Bordaberry.

La Unión Nacional Reeleccionista fue un movimiento político en Uruguay que, en 1971, impulsó la reelección del presidente Jorge Pacheco Areco.

## Generalidades
El núcleo fundamental de este movimiento lo formó la Unión Colorada y Batllista, cuyos dirigentes Raumar Jude, Wilson Craviotto, Ulysses Pereira Reverbel, etc. eran decididos defensores de la gestión de Pacheco. Se acercaron además otros dirigentes del Partido Colorado, y también la Liga Federal de Acción Ruralista, encabezada por Juan José Gari y Olga Clérici (viuda de Benito Nardone). Hay quienes ven en esta movida un germen que a la larga condujo al golpe de Estado de 1973.
La Constitución de 1967 no permite la reelección presidencial inmediata; por tanto, se impulsó un plebiscito simultáneo con las elecciones de noviembre de 1971, en el cual la ciudadanía debía definir si se habilitaba la reelección del Presidente de la República. Al mismo tiempo, los adherentes de Pacheco debían sufragar por dos sistemas, el vigente y el proyectado. En el seno del movimiento había optimismo respecto de la posible reelección, pero había que contemplar también la eventualidad de que no saliese plebiscitada la reforma constitucional, por lo cual se nombró también un candidato "sustituto" (por el régimen vigente), el entonces ministro de Ganadería Juan María Bordaberry. Como el pachequismo tuvo una nutrida votación, pero a su vez el plebiscito de reforma constitucional fracasó, el resultado fue la elección de Bordaberry presidente.